# 滝元明
滝元 明（たきもと あきら、1929年9月20日 - 2015年8月1日）は、プロテスタントキリスト教の牧師、大衆伝道者。 
単立教会新城教会牧師で、新城教会を開拓伝道から建て上げた。また福音伝道のため全日本リバイバルミッションを創立した。長男の滝元順も牧師。 

## 生い立ち
1929年、愛知県の非キリスト教徒の家に生まれる。11人兄弟の9番目。17歳で上京し、北多摩郡の日本農業研究所で学ぶ。19歳の時にクリスチャンとなる。
武蔵野の林の中で祈っていた時に、「激しく聖霊さまが臨まれ」、滅び行く日本の魂のために重荷が与えられた。その後スウェーデンの宣教師との出会いがあり、中華人民共和国におけるリバイバル（信仰復興）の話を聞き、さらにリバイバルを求めるようになり、また、25歳の頃から巡回伝道で十字架の福音を語ってきた。
霊の戦い、神癒の強調は十字架の福音をないがしろにし、聖化のさまたげとなるという批判に対し、聖くなければ神のみまえに立つことができないと語っている。
『千代に至る祝福』で、日本の偶像崇拝の問題について取り扱っており、まことの神を信じて悔い改めるように教えている。

## 経歴
- 1929年 愛知県に生まれる。
- 1947年4月　東京都久北多摩郡留米村の日本農業研究所の訓練生として入所する。
- 1949年2月13日 初めてキリスト教会の礼拝に出席する。
- 1949年2月20日 キリスト教に入信
- 1949年5月30日 洗礼を受ける。
- 1950年3月15日　東京での仕事をやめて地元に帰り、伝道活動を始める。
- 1950年6月17日　斉藤清子と結婚。
- 1950年6月18日　妻・清子と共に郷里に立つ。鉱山の鉱夫をしながら伝道する。
- 1957年 イエス福音教団新城教会設立。
- 1970年 田中政男と共に日本リバイバル・クルセードを発足。
- 1993年 イエス福音教団を離脱する。
- 1993年11月5～7日　全日本リバイバル甲子園ミッション(延べ15万人出席）でメインスピーカーとして活躍。その後、東京リバイバルミッション（1998年、日本武道館）、沖縄リバイバルミッション、四国リバイバルミッション、名古屋リバイバルミッションなど　全国各地でリバイバル・ミッションを展開し、ゴスペル（福音）を分かりやすく語っている。
- 1996年 リバイバル聖書神学校創設の際に理事長に就任する。
- 2015年8月1日　朝4時43分、死去。[2]

## 著書
- こんな大きな御利益はどこにもない：絶大なる神の祝福（改訂版 プレイズ出版 2006年） ISBN 4938764032
- 憎しみを愛に変える力（プレイズ出版 2005年） ISBN 4938764857
- 家庭と信仰継承：家族レベルでの霊的戦い（共著 プレイズ出版 1999年）
- 私の愛する日本のために。（プレイズ出版 1998年） ISBN 4938764334
- どうしたら人生の意義を見いだせるか（改訂版 プレイズ出版 1994年） ISBN 4938764083
- 知ってほしい3つのこと（いのちのことば社 1993年） ISBN 426401400X
- 甲子園への道：日本のリバイバルを求めて 続・われ土方なれど（いのちのことば社 1991年） ISBN 4264012694
- 千代に至る祝福：偶像問題とクリスチャンの実際的立場（CLC出版 1991年）
- 愛すればこそ：若き日の愛と伝道の往復書簡（滝元明 滝元清子 1986年） ISBN 4264007720
- 生きがい（いのちのことば社 1985年） ISBN 9784264006978
- あなたも幸福になれる（いのちのことば社 1983年） ISBN 9784264006145
- 平安を持つ秘訣：あなたが平安を得るために（新生運動協力会伝道文書販売センター 1971年）
- われ土方なれど（いのちのことば社 1970年） ISBN 426400165X
- どうしたら人生の意義を見いだせるか（いのちのことば社 1969年）
- 天国への招待（プレイズ出版） ISBN 9784938764005
- あなたの人生に春がくる（プレイズ出版）
- わたしは足の裏でもよい（プレイズ出版） ISBN 9784938764555
- 幸せな結婚（トラクト）（プレイズ出版 2010年）
- どうしても知って欲しいこと（プレイス出版　2010年）
- 天国は本当にあるのか（プレイズ出版　2010年）
- 神に会う備えをせよ（プレイズ出版　2013年）
- あなたが幸せに生きるために（プレイズ出版　2013年）
- 緊急時の救い（プレイズ出版　2013年）

## 対談
- 日本のリバイバルを求めて（奥山実 マルコーシュ・パブリケーション社）